# Vietnam Air Services Company
La Compagnie de service aérien Vietnamienne (en anglais Vietnam Air Service Company, abrégé VASCO, en vietnamien Công ty bay dịch vụ hàng không) est une compagnie aérienne vietnamienne, filiale à 100 % de la compagnie nationale Vietnam Airlines.
La compagnie a été créée le 26 février 1987 (antérieur à Vietnam Airlines actuelle) sous le nom de Xí nghiệp bay phục vụ kinh tế quốc dân (Entreprise aérienne au service de l’économie nationale), spécialisée pour les vols géographiques et météorologiques.

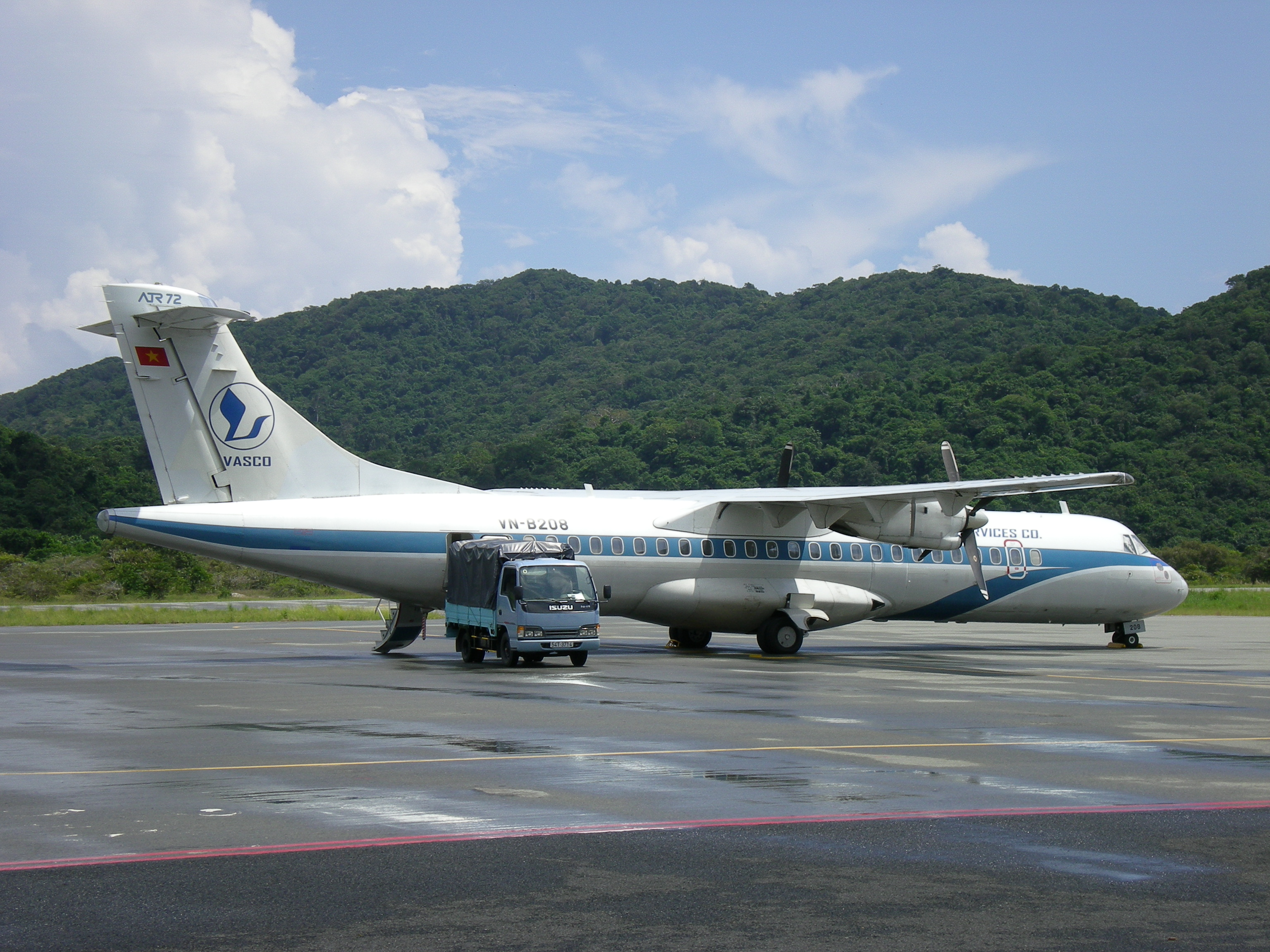
Un ATR-72 de la VASCO sur le tarmac de l'Aéroport de Co Ông, Con Dao, Viêt Nam.

## Destinations
- Cà Mau (aéroport de Cà Mau)
- Chu Lai (aéroport de Chu Lai)
- Côn Đảo (aéroport de Cỏ Ống)
- Hô-Chi-Minh-Ville (aéroport international de Tân Sơn Nhất)
- Tuy Hòa (aéroport de Đông Tác)

## Flotte
Elle est actuellement composée de sept appareils:
- ATR 72 ×3
- ATR 42 x4